# 운몽택

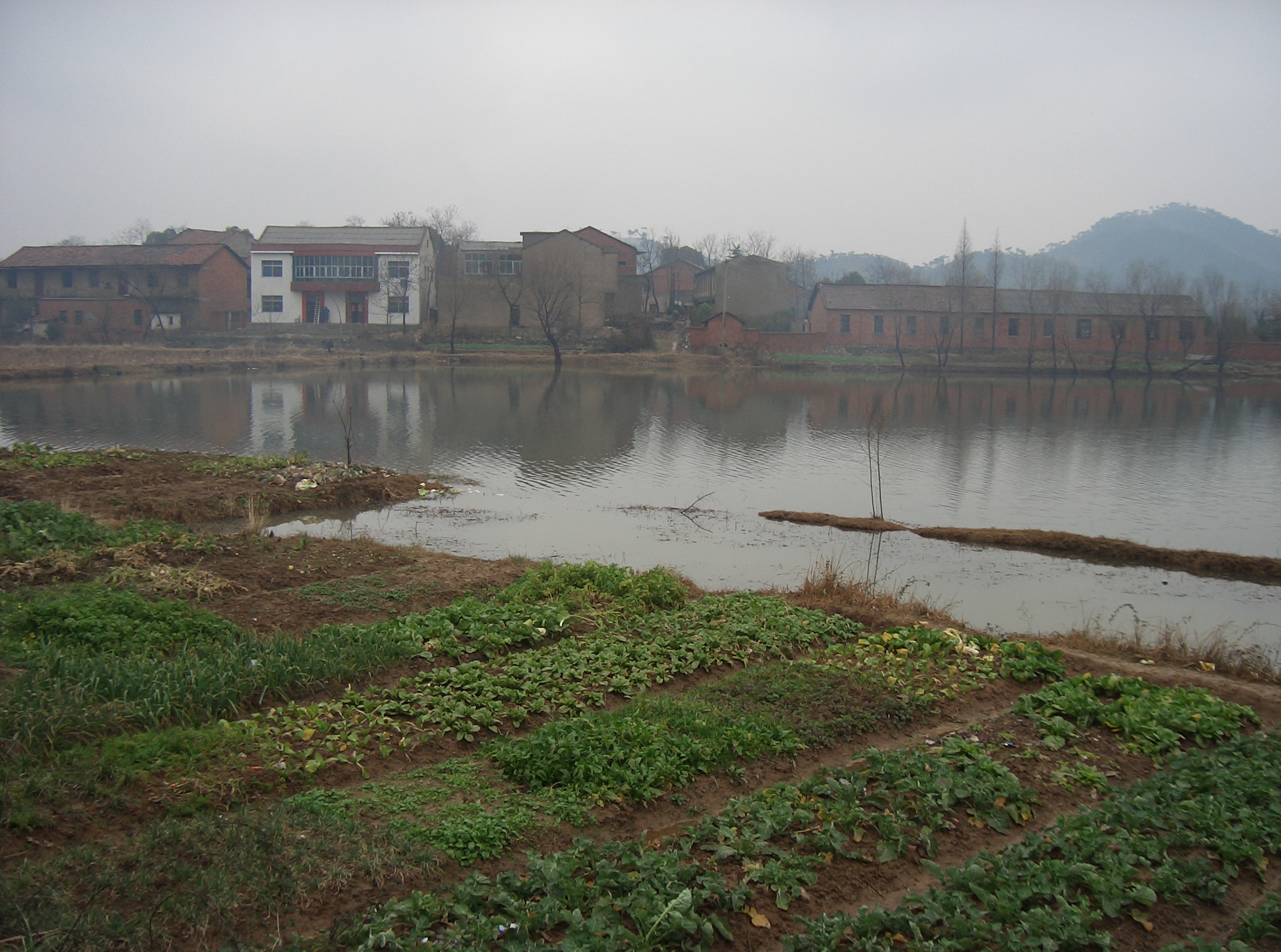
지금은 농지와 수로가 된 후베이 성의 운몽택

운몽택(雲夢澤)은 운몽대택(雲夢大澤)이라고도 하는 옛 호수이다. 중국 유사 이래 최대의 담수호 중 하나였다. 오늘날 후베이성(湖北省) 장한(江漢) 평원에 있었다.
《좌전(左傳)》, 《국어(國語)》, 사마상여(司馬相如)의 《자허부(子虛賦)》 등의 기록에 의하면 선진(先秦) 시기 초나라(楚)에는 일명 운몽(雲夢)이라고 하는 초왕(楚王)의 수렵 지역이 있었다고 한다. 그 면적은 한때는 40,000km2에 달했을 것으로 추정되었다. 그러나 6세기 들어 작은 호수들로 나누어지기 시작했고 지금은 대부분 뭍이 되었다. 일부 지역은 홍호(洪湖: 면적 348km2)라는 이름으로 남아 있다.

## 참고도서
- 《中国历史地理概述》 邹逸麟 著，上海教育出版社2005年，ISBN 7-5320-9721-8/K·0011